# Dipartimento di Mont d'Illi
Il dipartimento di Mont d'Illi è un dipartimento del Ciad facente parte della provincia di Mayo-Kebbi Est. Il capoluogo è Fianga.

## Comuni
Il dipartimento comprende i seguenti comuni:
- Fianga
- Hollom Games
- Kéra
- Tikem
- Youé